# Erik Otrísal
Erik Otrísal (sinh 28 tháng 6 năm 1996) là một cầu thủ bóng đá Slovakia thi đấu cho Spartak Trnava ở vị trí hậu vệ.

## Sự nghiệp câu lạc bộ

### FK Senica
Anh ra mắt chuyên nghiệp cho FK Senica trước FC Nitra ngày 31 tháng 5 năm 2014.